# Work & Stress
Work & Stress is een internationaal wetenschappelijk tijdschrift op het gebied van de psychologie van arbeid en gezondheid en veiligheid op het werk. Het verschijnt viermaal per jaar en wordt uitgegeven door Taylor & Francis, in samenwerking met de European Academy of Occupational Health Psychology.

## Geschiedenis en missie
Het tijdschrift werd in 1987 opgericht door Tom Cox, destijds verbonden aan de Universiteit van Nottingham. Aanvankelijk publiceerde het tijdschrift vooral bijdragen op het gebied van arbeid en stress. In de jaren daarna breidde het tijdschrift haar werkterrein uit naar andere onderwerpen op het gebied van arbeid en gezondheid. In 2000 ging het tijdschrift een samenwerkingsverband aan met de European Academy of Occupational Health Psychology. Het tijdschrift publiceert op dit moment bijdragen op het gebied van arbeid en gezondheid, veiligheid op het werk, stress, enzovoort. Toon Taris (Universiteit Utrecht) volgde Tom Cox in 2014 op als hoofdredacteur. Het Amerikaanse Journal of Occupational Health Psychology en Work & Stress zijn invloedrijke tijdschriften op het gebied van de psychologie van arbeid en gezondheid. Het tijdschrift is opgenomen in diverse wetenschappelijke databases, waaronder
- Current Contents/Social & Behavioral Sciences
- PASCAL
- International Bibliography of the Social Sciences
- PsycINFO
- Scopus
- Social Science Citation Index
- Sociological Abstracts